# Traquinia

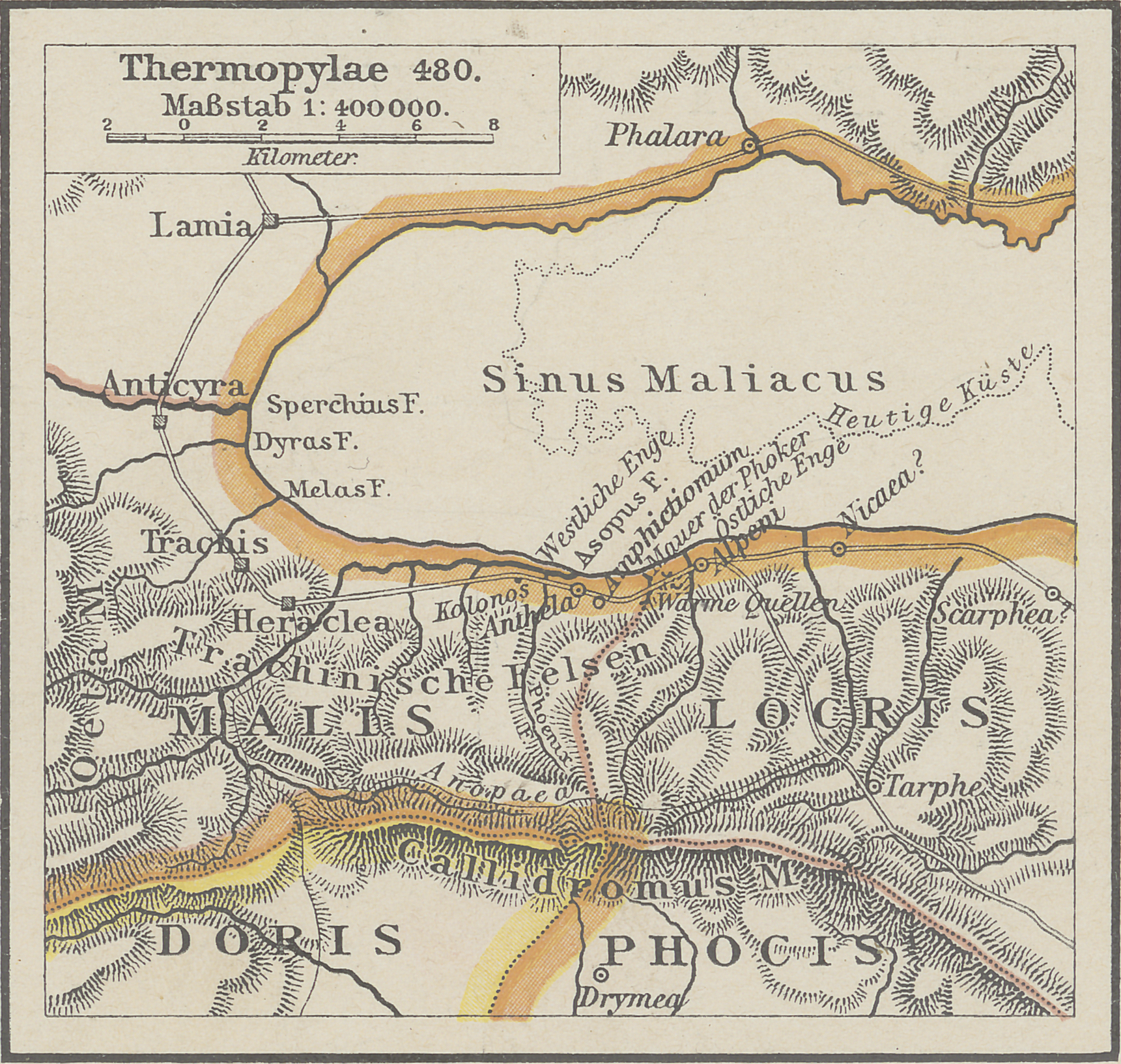
Mapa de la zona de las Termópilas que muestra las ubicaciones de Traquinia y de Heraclea de Traquinia.

Traquinia o Traquis (en griego, Τραχίς) era una ciudad de Antigua Grecia situada en la región de Tesalia, cerca del golfo Maliaco, al oeste del paso de las Termópilas. También se denominaba así a la comarca asociada a ella. 
Homero la menciona en la Ilíada bajo el nombre de Trequine, como parte del territorio administrado por Aquiles.
Es también el escenario de la tragedia de Sófocles Las traquinias. Traquinia estaba gobernada por Ceix y allí se dirigió Heracles desde Tirinto huyendo de Euristeo. Heracles y Deyanira murieron en las inmediaciones. Según la leyenda, Heracles fue incinerado en la cima del monte Eta, situado a unos 20 kilómetros al oeste de la ciudad.
Tucídides menciona el establecimiento en 426 a. C. de una colonia de lacedemonios en Heraclea de Traquinia, situada cerca de las ruinas de la antigua Traquinia.
Pausanias menciona un santuario de Atenea Traquínide en sus inmediaciones, así como la tumba de Deyanira (al pie del monte Eta).
Se ha sugerido su identificación con los restos arqueológicos hallados en un lugar llamado Rakhita o Rajita, cerca de la localidad de Iraklia, que ha dado restos micénicos y posteriores. Por otra parte, entre el pueblo de Vardates y el sitio de Rajita se ha hallado una tumba rectangular con varios enterramientos con restos que podrían datarse en los periodos heládico reciente IIIB y IIIC.